# Вагоноремонтная улица
Вагоноремо́нтная улица (название утверждено 23 января 1964 года) — улица в Москве между Дмитровским шоссе и Лобненской улицей. Располагается в районе Дмитровский, Северный административный округ.

## Происхождение названия
Прежде была Народной улицей в посёлке Лианозово. После его включения в 1960 году в состав Москвы в связи с одноимённостью была переименована в 1964 году по вагоноремонтному заводу, находившемуся на ней (ныне Лианозовский электромеханический завод.

## Описание

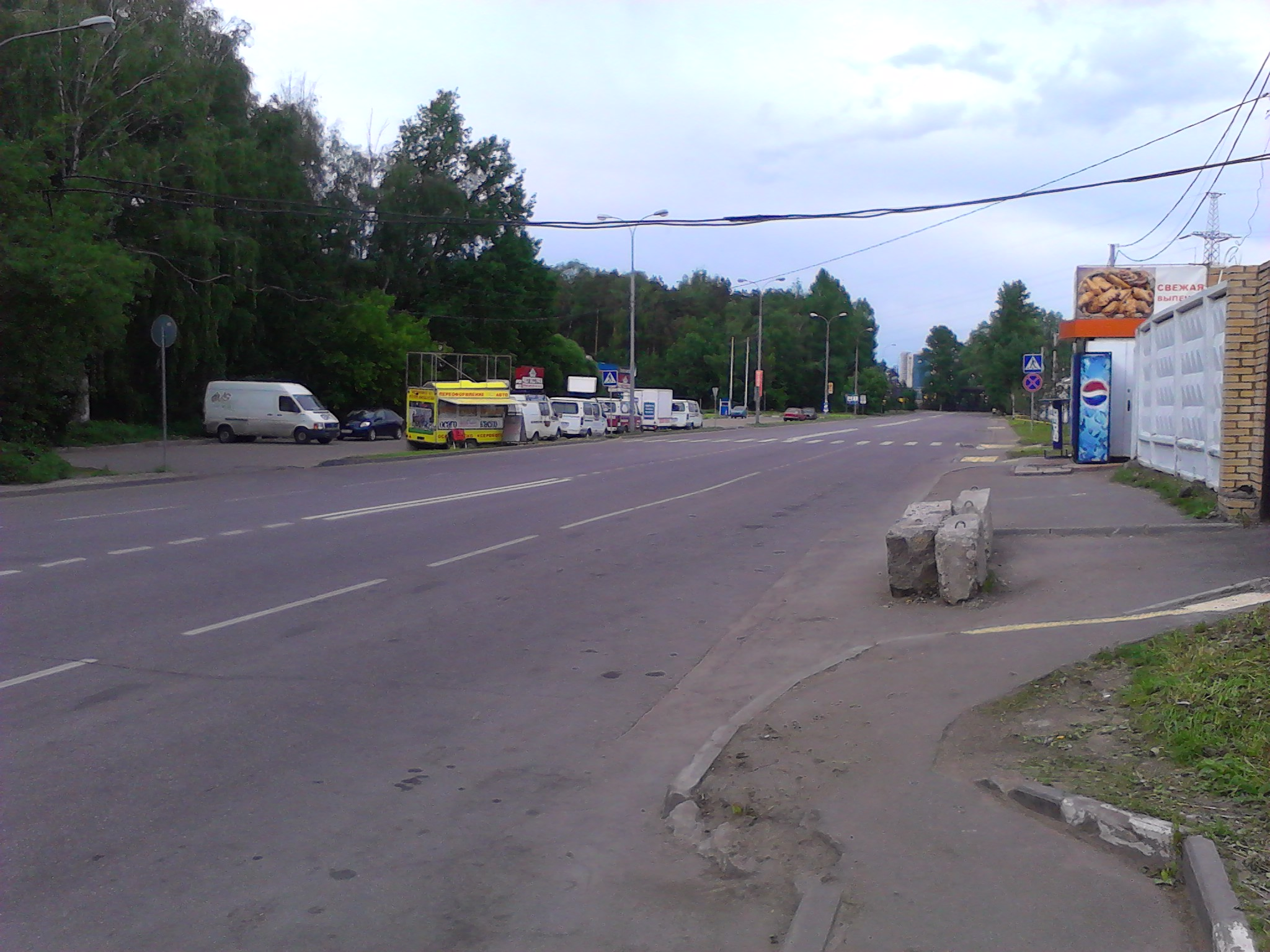
Вагоноремонтная улица

Вагоноремонтная улица начинается от Дмитровского шоссе в начале моста-путепровода через железную дорогу Савёловского направления напротив платформы «Лианозово». Проходит на запад, пересекает Карельский бульвар, слева от неё отходят Клязьминская и Ижорская улицы, затем выходит к 80-му км МКАД (здесь есть съезд/выезд на внутреннее кольцо дороги), поворачивает на юго-запад вдоль кольцевой дороги и заканчивается на Лобненской улице.

## Учреждения и организации
- Дом 4А — Лианозовский комбинат строительных материалов и конструкций; домостроительный комбинат № 7;
- Дом 10 — Лианозовский завод керамзитового гравия;
- Дом 10, стр. 1 — сервисный центр «А-Айсберг» (главный офис);
- Дом 15А — школа № 668 (с гимназическими классами);
- Дом 23 — Почта России: МПКО-Север — филиал Управления федеральной почтовой связи г. Москвы (складской комплекс);
- Дом 25 — ГУП Предприятие по эксплуатации станций перегрузки мусора «Экотехпром»;
- Дом 27 — Управление ГИБДД г. Москвы (УГИБДД г. Москвы): МО ГИБДД ТНРЭР №1 ГУ МВД России по г. Москве (Межрайонный отдел Государственной инспекции безопасности дорожного движения технического надзора и регистрационно-экзаменационной работы №1 ГУ МВД России по г. Москве)

## Транспорт

### Автобусы
- № 149 — Коровино —  Верхние Лихоборы
- № М44 — Лобненская улица - платформа Лось
- №571  Грачёвская - микрорайон 4Д Отрадного